# New York Open 2018 - Qualificazioni singolare
Le qualificazioni del singolare del New York Open 2018 sono state un torneo di tennis preliminare per accedere alla fase finale della manifestazione. I vincitori dell'ultimo turno sono entrati di diritto nel tabellone principale. In caso di ritiro di uno o più giocatori aventi diritto a questi sono subentrati i lucky loser, ossia i giocatori che hanno perso nell'ultimo turno ma che avevano una classifica più alta rispetto agli altri partecipanti che avevano comunque perso nel turno finale.

## Teste di serie
1. Tarō Daniel (primo turno)
2. Bjorn Fratangelo (qualificato)
3. Cameron Norrie (primo turno)
4. Tim Smyczek (ultimo turno)

1. Adrián Menéndez Maceiras (qualificato)
2. Aleksandr Bublik (ultimo turno)
3. Ernesto Escobedo (qualificato)
4. Stefano Travaglia (qualificato)

## Qualificati
1. Ernesto Escobedo
2. Bjorn Fratangelo

1. Adrián Menéndez Maceiras
2. Stefano Travaglia

## Tabellone

### Legenda
| - Q = Qualificato - WC = Wild card - LL = Lucky loser | - ALT = Alternate - SE = Special Exempt - PR = Protected Ranking | - w/o = Walkover - r = Ritirato - d = Squalificato |

### Sezione 1
|  | Primo turno | Primo turno         | Primo turno         | Primo turno | Primo turno |  |  | Ultimo turno | Ultimo turno        | Ultimo turno | Ultimo turno | Ultimo turno |  |
|  |             |                     |                     |             |             |  |  |              |                     |              |              |              |  |
|  | 1           | Tarō Daniel         | Tarō Daniel         | 5           | 3           |  |  |              |                     |              |              |              |  |
|  | WC          | Christopher Eubanks | Christopher Eubanks | 7           | 6           |  |  | WC           | Christopher Eubanks | 7            | 4            | 4            |  |
|  |             | Ramkumar Ramanathan | Ramkumar Ramanathan | 5           | 3           |  |  | 7            | Ernesto Escobedo    | 5            | 6            | 6            |  |
|  | 7           | Ernesto Escobedo    | Ernesto Escobedo    | 7           | 6           |  |  |              |                     |              |              |              |  |

### Sezione 2
|  | Primo turno | Primo turno       | Primo turno       | Primo turno | Primo turno |  |  | Ultimo turno | Ultimo turno     | Ultimo turno | Ultimo turno | Ultimo turno |  |
|  |             |                   |                   |             |             |  |  |              |                  |              |              |              |  |
|  | 2           | Bjorn Fratangelo  | Bjorn Fratangelo  | 6           | 6           |  |  |              |                  |              |              |              |  |
|  | WC          | Gary Kushnirovich | Gary Kushnirovich | 4           | 2           |  |  | 2            | Bjorn Fratangelo | 6            | 3            | 7            |  |
|  |             | Sebastian Ofner   | Sebastian Ofner   | 5           | 1           |  |  | 6            | Aleksandr Bublik | 4            | 6            | 62           |  |
|  | 6           | Aleksandr Bublik  | Aleksandr Bublik  | 7           | 6           |  |  |              |                  |              |              |              |  |

### Sezione 3
|  | Primo turno | Primo turno              | Primo turno              | Primo turno | Primo turno |  |  | Ultimo turno | Ultimo turno             | Ultimo turno             | Ultimo turno | Ultimo turno |  |
|  |             |                          |                          |             |             |  |  |              |                          |                          |              |              |  |
|  | 3           | Cameron Norrie           | Cameron Norrie           | 4           | 67          |  |  |              |                          |                          |              |              |  |
|  | Alt         | Liam Broady              | Liam Broady              | 6           | 7           |  |  | Alt          | Liam Broady              | Liam Broady              | 5            | 3            |  |
|  | Alt         | Darian King              | Darian King              | 6           | 5           |  |  | 5            | Adrián Menéndez Maceiras | Adrián Menéndez Maceiras | 7            | 6            |  |
|  | 5           | Adrián Menéndez Maceiras | Adrián Menéndez Maceiras | 7           | 7           |  |  |              |                          |                          |              |              |  |

### Sezione 4
|  | Primo turno | Primo turno       | Primo turno  | Primo turno | Primo turno |  |  | Ultimo turno | Ultimo turno      | Ultimo turno | Ultimo turno | Ultimo turno |  |
|  |             |                   |              |             |             |  |  |              |                   |              |              |              |  |
|  | 4           | Tim Smyczek       | Tim Smyczek  | 6           | 6           |  |  |              |                   |              |              |              |  |
|  |             | Michael Mmoh      | Michael Mmoh | 2           | 3           |  |  | 4            | Tim Smyczek       | 3            | 6            | 63           |  |
|  |             | Peter Polansky    | 7            | 4           | 4           |  |  | 8            | Stefano Travaglia | 6            | 2            | 7            |  |
|  | 8           | Stefano Travaglia | 5            | 6           | 6           |  |  |              |                   |              |              |              |  |